# Equação Tolman-Oppenheimer-Volkoff
Em astrofísica, a equação Tolman-Oppenheimer-Volkoff delimita a estrutura de um corpo de material isotrópico simétrico esfericamente o qual esteja em equilíbrio gravitacional, como modelado pela relatividade geral. A equação pode ser expressa como
| Equação de Tolman-Oppenheimer-Volkoff {\displaystyle {\frac {dP}{dr}}=-{\frac {Gm}{r^{2}}}\rho \left(1+{\frac {P}{\rho c^{2}}}\right)\left(1+{\frac {4\pi r^{3}P}{mc^{2}}}\right)\left(1-{\frac {2Gm}{rc^{2}}}\right)^{-1}} |
Aqui, r é uma coordenada radial, e ρ(r0) e P(r0) são a densidade e a pressão, respectivamente, do material em r=r0. M(r0) é a massa total dentro do raio r=r0, como medido por observador distante de um campo gravitacional. Satisfaz-se M(0)=0 e
{\displaystyle {\frac {dM(r)}{dr}}=4\pi \rho (r)r^{2}.}
A equação é derivada por resolução das equações de Einstein para um tempo-invariante geral, numa métrica esfericamente simétrica. Para uma solução a equação de Tolman-Oppenheimer-Volkoff, esta métrica irá tomar a forma
{\displaystyle ds^{2}=e^{\nu (r)}c^{2}dt^{2}-(1-2GM(r)/rc^{2})^{-1}dr^{2}-r^{2}(d\theta ^{2}+sin^{2}\theta d\phi ^{2}),}
Onde ν(r) é determinado pela delimitação
{\displaystyle {\frac {d\nu (r)}{dr}}=-{\frac {2}{P(r)+\rho (r)c^{2}}}{\frac {dP(r)}{dr}}.}
Quando suplementada com uma equação de estado, F(ρ, P)=0, a qual relaciona densidade à pressão, a equação Tolman-Oppenheimer-Volkoff determina completamente a estrutura de um corpo de material isotrópico simétrico esfericamente em equilíbrio. Se termos de ordem 1/c² são negligenciados, a equação Tolman-Oppenheimer-Volkoff tenderá à equação hidrostática Newtoniana, usada para encontrar a estrutura de um corpo de material isotrópico simétrico esfericamente em equilíbrio quando correções da relatividade geral não são importantes.
Se a equação é usada para modelar uma esfera de material limitada no vácuo, a condição de pressão-zero P(r)=0 e a condição eν(r)=1-2GM(r)/rc² devem ser impostas ao limite. A segunda condição de limitação é imposta quando a métrica na limitação é contínua com a única solução estática esfericamente simétrica às equações de vácuo de campo, a métrica de Schwarzschild
{\displaystyle ds^{2}=(1-2GM_{0}/rc^{2})c^{2}dt^{2}-(1-2GM_{0}/rc^{2})^{-1}dr^{2}-r^{2}(d\theta ^{2}+sin^{2}\theta d\phi ^{2}).}
Aqui, M0 é a massa total do objeto, novamente, quando medido por um observador distante num campo gravitacional. Se a limitação é em r=rB, a continuidade da métrica e a definição de M(r) requerem que
{\displaystyle M_{0}=M(r_{B})=\int _{0}^{r_{B}}4\pi \rho (r)r^{2}\,dr.}
Calculando a massa por integração da densidade do objeto pelo seu volume, por outro lado, resultará no maior valor
{\displaystyle M_{1}=\int _{0}^{r_{B}}{\frac {4\pi \rho (r)r^{2}}{\sqrt {1-2GM(r)/rc^{2}}}}\,dr.}
A diferença entre estas duas grandezas,
{\displaystyle \delta M=\int _{0}^{r_{B}}4\pi \rho (r)r^{2}((1-2GM(r)/rc^{2})^{-1/2}-1)\,dr,}
será a energia gravitacional obrigatória do objeto dividido por c².

## Histórico
Tolman analisou métricas esfericamente simétricas em 1934 e 1939. A forma da equação dada aqui foi deduzida por Oppenheimer e Volkoff seu artigo de 1939, "On Massive Neutron Cores".  Neste artigo, a equação de um gás Fermi degenerado de nêutrons era usada para calcular corpos acima do limite superior de ~0,7 massas solares para a massa gravitacional de uma estrela de nêutron. Desde que esta equação de estado não é realística para uma estrela de nêutrons, esta massa limitante igualmente é incorreta. Modernas estimativas para este limite situam-se na faixa de 1.5 a 3.0 massas solares.

## Tratamentos recentes
O equilíbrio termodinâmico de um fluido perfeito ou sistema esfericamente simétrico contendo um buraco negro de massa M tem sido investigado pelos significados da equação Tolman-Oppenheimer-Volkoff, sendo que uma singular família de soluções da TOV foram apresentadas. A r>>2M estas soluções podem ser usadas para representar um fluido perfeito (i.e., "gás de fótons") de temperatura TBN=(8πM)-1 em equilíbrio como um buraco negro de Schwarzschild. Nestes casos, a energia é positiva a todo r>0. Em tal estudo é apresentado que um ponto de massa negativa situa-se a r=0.
Para determinadas formas da equação de estado existe um invariante com respeito ao espaço variável r na teorização de Tolman-Oppenheimer-Volkoff da estrutura estelar. A forma deste invariante tem sido obtida e alguns de seus significados físicos têm sido discutidos.
Se investiga a possibilidade de objetos compactos  poderem ser os aceleradores de raios cósmicos de alta energia. Isto inclui a generalização da equação de Tolman-Oppenheimer-Volkoff para esta classe de objetos. Para tal, são assumidas uma equação politrópica de estado para o fluido e, para simplificar, uma relação linear entre a densidade de carga e a densidade de energia do fluido. Foram obtidos limites superiores para a carga que tais objetos podem adquirir e a estabilidade destas configurações de equilíbrio.
Estuda-se soluções estáticas das equações de Tolman-Oppenheimer-Volkoff de objetos esfericamente simétricos (estrelas) que existam em um espaço preenchido com o gás de Chaplygin.